# Catharijnebrug (Utrecht)
De Catharijnebrug was een brug in het centrum van de Nederlandse stad Utrecht.

## Geschiedenis
De brug lag in het westelijke deel van het centrum ter hoogte van het Vredenburg. De waterweg die ze overspande was de Stadsbuitengracht. Deze voormalige verdedigingsgracht rond de stad was vanuit de middeleeuwen tot in de 19e eeuw zeer beperkt over land over te steken via een klein aantal stadspoorten. Op deze locatie was dat de Catharijnepoort. De Catharijnebrug maakte deel uit van het poortcomplex. Gaandeweg de geschiedenis is de brug diverse malen vernieuwd.
De stadspoort is rond 1845 gesloopt maar de brugverbinding bleef. Mede vanwege het nabijgelegen stationsgebied en vanaf 1917 de Jaarbeurs Utrecht, werd het verkeer over de brug steeds drukker. Een verbreding van de brug voor de paardentram vond in 1881 plaats. Omstreeks 1908 is de Catharijnebrug vernieuwd naar een nog bredere basculebrug ten behoeve van de elektrische tram. Rond 1927 is er een tweede Catharijnebrug in de vorm van een basculebrug direct naast gebouwd naar ontwerp van de architect G. van der Gaast.

### Sloop
In het derde kwart van de 20e eeuw ontstonden onder meer plannen voor de bouw van het winkelcomplex Hoog Catharijne en de demping van de Stadsbuitengracht. De demping is in gedeeltelijke vorm doorgegaan; in het (noord)westen van het stadscentrum verdween meer dan een kilometer van de gracht. Ervoor in de plaats werd rond 1970 grotendeels een verdiepte stadsautoweg aangelegd (de Catharijnebaan). De dubbele Catharijnebrug lag daarbij in de weg en is in die tijd gesloopt om plaats te maken voor het Vredenburgviaduct.

### Herbouw gracht
Begin 21e eeuw ging de uitvoering van een nieuw stedenbouwkundig plan van start. Onder andere de demping van de Stadsbuitengracht werd in dat plan ongedaan gemaakt en het viaduct gesloopt. Over de teruggebrachte gracht kwamen nieuwe bruggen. Op de locatie van de voormalige Catharijnebrug is dat de Vredenburgknoop.

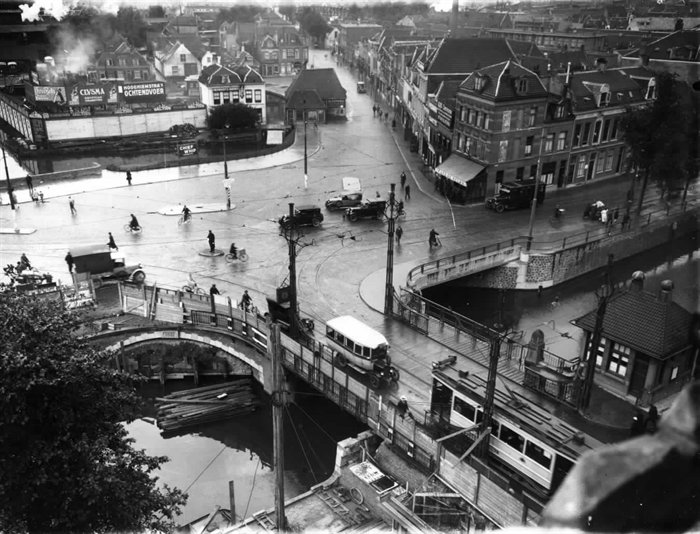
Gezicht rond 1925 vanuit het oosten op de Smakkelaarsbrug (midden) met rechtsonder de Catharijnebrug
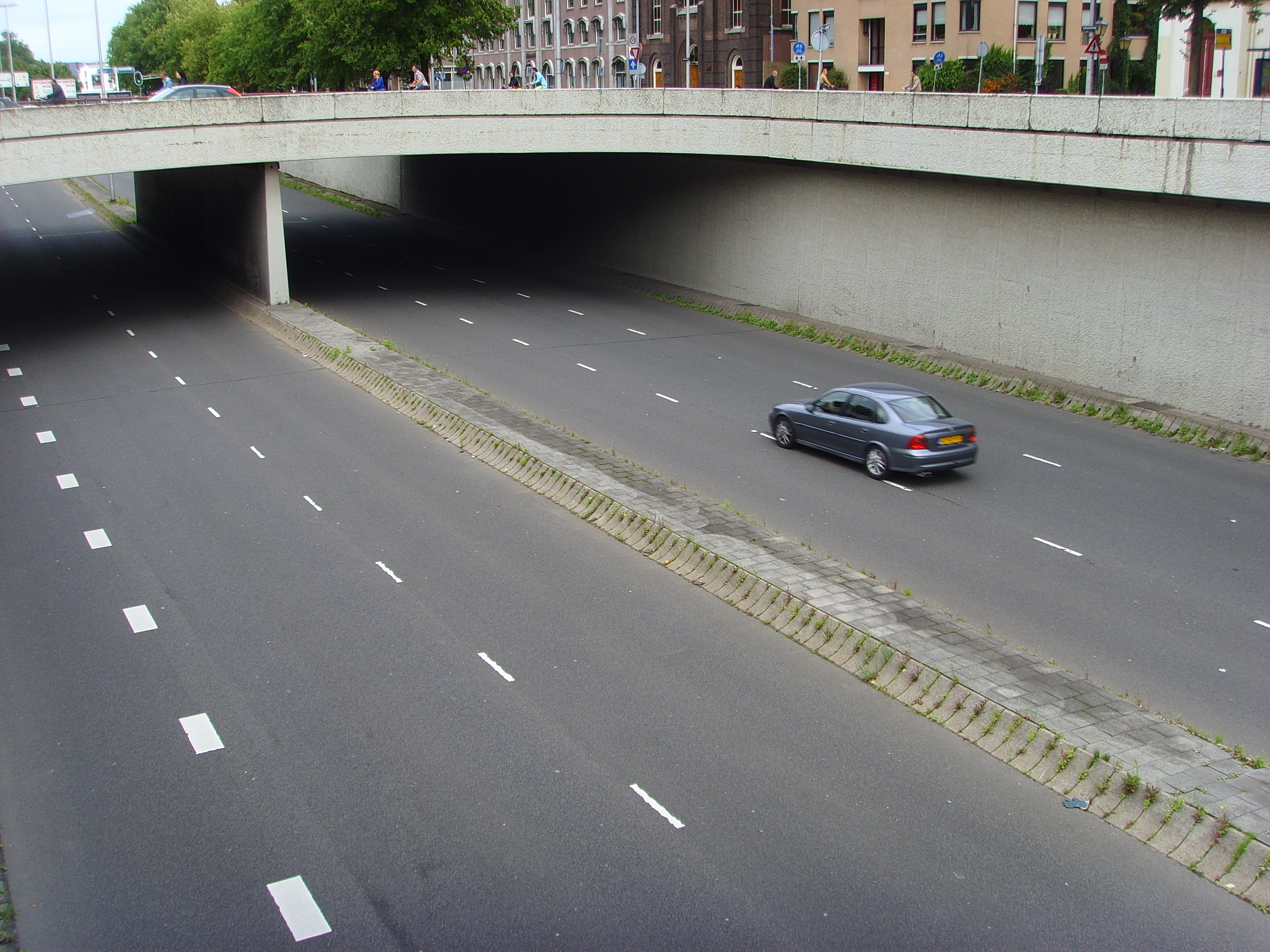
De Catharijnebaan in 2008 ter hoogte van het Vredenburgviaduct.